# Jon Idigoras
Jon Idigoras (* 3. Mai 1936 in Amorebieta-Etxano, Baskenland, Spanien; † 3. Juni 2005 in Bilbao; eigentlich Juan Cruz Idigoras Gerrikabeitia) war der Gründer der ETA-nahen, verbotenen baskischen Separatisten-Partei Herri Batasuna („Einheit des Volkes“) und einer der prominentesten Vertreter der Bewegung für die Unabhängigkeit des Baskenlandes. 
Als junger Mann schloss er sich einer Reihe von politischen Vereinigungen an und wurde zwischen 1958 und 1974 häufig gefangen genommen. Auch später, als Sprecher von Herri Batasuna, wurde Idigoras noch mehrmals inhaftiert. In seiner Autobiografie „El hijo de Juanita Gerrikabeitia“ (Der Sohn der Juanita Gerrikabeitia) schildert er die Ereignisse seines bewegten politischen Lebens.
Der derzeitige Chef der Batasuna, Arnaldo Otegi, teilte einer Zeitung mit, Idigoras habe ihn auf dem Sterbebett gebeten, eine demokratische und friedliche Lösung zu suchen. Idigoras starb infolge einer Lungenkrankheit.
| Personendaten    | Personendaten                                                        |
| ---------------- | -------------------------------------------------------------------- |
| NAME             | Idigoras, Jon                                                        |
| ALTERNATIVNAMEN  | Idigoras Gerrikabeitia, Juan Cruz                                    |
| KURZBESCHREIBUNG | spanischer Gründer der baskischen Separatisten-Partei Herri Batasuna |
| GEBURTSDATUM     | 3. Mai 1936                                                          |
| GEBURTSORT       | Amorebieta-Etxano                                                    |
| STERBEDATUM      | 3. Juni 2005                                                         |
| STERBEORT        | Bilbao                                                               |